# Лучший фильм года (Советский экран)
«Лучший фильм года» — конкурс, ежегодно проводившийся журналом «Советский экран» на основе опроса своих читателей. Голосование проводилось с 1957 по 1991 год. Итоги конкурса подводились в десятом номере журнала (вторая половина мая). Параллельно в опросе существовали номинации «Лучший актёр», «Лучшая актриса», «Лучший фильм для детей» и «Лучший музыкальный фильм».

## Фильмы-победители
- 1957 — Высота (реж. Александр Зархи)
- 1958 — Идиот (реж. Иван Пырьев)
- 1959 — Судьба человека (реж. Сергей Бондарчук)
- 1960 — Серёжа (реж. Георгий Данелия, Игорь Таланкин)
- 1961 — Чистое небо (реж. Григорий Чухрай)
- 1962 — Девять дней одного года (реж. Михаил Ромм)
- 1963 — Оптимистическая трагедия (реж. Самсон Самсонов)
- 1964 — Гамлет (реж. Григорий Козинцев)
- 1965 — Председатель (реж. Алексей Салтыков)
- 1966 — Никто не хотел умирать (реж. Витаутас Жалакявичус)
- 1967 — Журналист (реж. Сергей Герасимов)
- 1968 — Доживём до понедельника (реж. Станислав Ростоцкий)
- 1969 — Братья Карамазовы (Иван Пырьев)
- 1970 — У озера (реж. Сергей Герасимов)
- 1971 — Освобождение (реж. Юрий Озеров)
- 1972 — А зори здесь тихие… (реж. Станислав Ростоцкий)
- 1973 — Мачеха (реж. Олег Бондарёв)
- 1974 — Калина красная (реж. Василий Шукшин)
- 1975 — Они сражались за Родину (реж. Сергей Бондарчук)
- 1976 — Ирония судьбы, или С лёгким паром! (реж. Эльдар Рязанов)
- 1977 — Белый Бим Чёрное ухо (реж. Станислав Ростоцкий)
- 1978 — Служебный роман (реж. Эльдар Рязанов)
- 1979 — Молодая жена (реж. Леонид Менакер)
- 1980 — Москва слезам не верит (реж. Владимир Меньшов)
- 1981 — Вам и не снилось… (реж. Илья Фрэз)
- 1982 — Мужики!.. (реж. Искра Бабич)
- 1983 — Вокзал для двоих (реж. Эльдар Рязанов)
- 1984 — Жестокий романс (реж. Эльдар Рязанов)
- 1985 — Законный брак (реж. Альберт Мкртчян)
- 1986 — Иди и смотри (реж. Элем Климов)
- 1987 — Курьер (реж. Карен Шахназаров)
- 1988 — Холодное лето пятьдесят третьего… (реж. Александр Прошкин)
- 1989 — Интердевочка (реж. Пётр Тодоровский)
- 1990 — Так жить нельзя (реж. Станислав Говорухин)
- 1991 — Небеса обетованные (реж. Эльдар Рязанов)

## Лучший актёр года
- 1962 — Алексей Баталов («Девять дней одного года»)
- 1963 — Николай Черкасов («Всё остаётся людям»)
- 1964 — Иннокентий Смоктуновский («Гамлет»)
- 1965 — Михаил Ульянов («Председатель»)
- 1966 — Вячеслав Тихонов («Война и мир») и Иннокентий Смоктуновский («Берегись автомобиля»)
- 1967 — Гунар Цилинский («Сильные духом»)
- 1968 — Станислав Любшин («Щит и меч»)
- 1969 — Олег Стриженов («Неподсуден»)
- 1970 — Иннокентий Смоктуновский («Чайковский» и «Преступление и наказание»)
- 1971 — Василий Лановой («Офицеры»), Юрий Соломин («Инспектор уголовного розыска») и Юри Ярвет («Король Лир»)
- 1972 — Кирилл Лавров («Укрощение огня»)
- 1973 — Евгений Матвеев («Сибирячка» и «Я, Шаповалов Т. П.»)
- 1974 — Василий Шукшин («Калина красная»)
- 1975 — Василий Шукшин («Они сражались за Родину»)
- 1976 — Андрей Мягков («Ирония судьбы, или С лёгким паром!»)
- 1977 — Александр Калягин («Неоконченная пьеса для механического пианино»)
- 1978 — Андрей Мягков («Служебный роман»)
- 1979 — Станислав Любшин («Пять вечеров»)
- 1980 — Николай Ерёменко («Пираты XX века»)
- 1981 — Дмитрий Золотухин («Юность Петра», «В начале славных дел»)
- 1982 — Александр Михайлов («Мужики!»)
- 1983 — Олег Янковский («Влюблён по собственному желанию»)
- 1984 — Никита Михалков («Жестокий романс»)
- 1985 — Игорь Костолевский («Законный брак»)
- 1986 — Александр Михайлов («Змеелов»)
- 1987 — Андрей Миронов («Человек с бульвара Капуцинов»)
- 1988 — Валерий Приёмыхов («Холодное лето пятьдесят третьего…»)
- 1989 — Виктор Цой («Игла»)
- 1990 — Дмитрий Харатьян («Частный детектив, или Операция «Кооперация»»)
- 1991 — Дмитрий Харатьян («Виват, гардемарины!»)

## Лучшая актриса года
- 1962 — Тамара Сёмина («Воскресение»)
- 1963 — Маргарита Володина («Оптимистическая трагедия»)
- 1964 — Вия Артмане («Родная кровь»)
- 1965 — Ариадна Шенгелая («Гранатовый браслет»)
- 1966 — Людмила Савельева («Война и мир»)
- 1967 — Татьяна Доронина («Старшая сестра»)
- 1968 — Татьяна Доронина («Ещё раз про любовь», «Три тополя на Плющихе»)
- 1969 — Людмила Чурсина («Виринея», «Угрюм-река» и «Журавушка»)
- 1970 — Инна Чурикова («Начало»)
- 1971 — Ада Роговцева («Салют, Мария!»)
- 1972 — Нонна Мордюкова («Русское поле»)
- 1973 — Татьяна Доронина («Мачеха»)
- 1974 — Нонна Мордюкова («Возврата нет»)
- 1975 — Людмила Касаткина («Помни имя своё»)
- 1976 — Светлана Тома («Табор уходит в небо»)
- 1977 — Наталья Гундарева («Сладкая женщина»)
- 1978 — Алиса Фрейндлих («Служебный роман»)
- 1979 — Алла Пугачёва («Женщина, которая поёт»)
- 1980 — Вера Алентова («Москва слезам не верит»)
- 1981 — Наталья Гундарева («Однажды двадцать лет спустя»)
- 1982 — Ирина Муравьёва («Карнавал»)
- 1983 — Людмила Гурченко («Вокзал для двоих»)
- 1984 — Наталья Гундарева («Одиноким предоставляется общежитие»)
- 1985 — Елена Сафонова («Зимняя вишня»)
- 1986 — Вера Глаголева («Выйти замуж за капитана»)
- 1987 — Наталья Андрейченко («Прости»)
- 1988 — Наталья Негода («Маленькая Вера»)
- 1989 — Елена Яковлева («Интердевочка»)
- 1990 — Ирина Феофанова («Частный детектив, или Операция «Кооперация»»)
- 1991 — Лия Ахеджакова («Небеса обетованные»)

## Рекорды
- Режиссёры-рекордсмены: 5 побед — Эльдар Рязанов (1976, 1978, 1983, 1984 и 1991), 3 — Станислав Ростоцкий (1968, 1972 и 1977), по 2 — Сергей Бондарчук (1959 и 1975), Сергей Герасимов (1967 и 1970) и Иван Пырьев (1958 и 1969).
  - в том числе подряд: 2 победы — Эльдар Рязанов (1983 и 1984).

- Актёры-рекордсмены: 3 победы — Иннокентий Смоктуновский (1964, 1966 и 1970), по 2 — Станислав Любшин (1968 и 1979), Александр Михайлов (1982 и 1986), Андрей Мягков (1976 и 1978), Дмитрий Харатьян (1990 и 1991) и Василий Шукшин (1974 и 1975);
  - в том числе подряд: по 2 победы — Дмитрий Харатьян (1990 и 1991) и Василий Шукшин (1974 и 1975);
  - кроме того:
    - Актером года сразу за 2 фильма становились: Дмитрий Золотухин (в 1981 за «Юность Петра» и «В начале славных дел»), Евгений Матвеев (в 1973 за «Сибирячка») и («Я, Шаповалов Т. П.») и Иннокентий Смоктуновский (в 1970 за «Чайковский») и («Преступление и наказание»);
    - Дважды было выбрано более 1 победителя (все за разные фильмы): 3 в 1971 (Василий Лановой, Юрий Соломин и Юри Ярвет) и 2 в 1966 году (Иннокентий Смоктуновский и Вячеслав Тихонов).

- Актрисы-рекордсмены: 3 победы — Наталья Гундарева (1977, 1981 и 1984) и Татьяна Доронина (1967, 1968 и 1973), 2 — Нонна Мордюкова (1972 и 1974);
  - в том числе подряд: 2 победы — Татьяна Доронина (1967 и 1968);
  - кроме того, дважды Актрисой года сразу за несколько фильмов становились: за 3 фильма — Людмила Чурсина (в 1969 за «Виринея», «Угрюм-река» и «Журавушка»), за 2 — Татьяна Доронина (в 1968 за «Ещё раз про любовь» и «Три тополя на Плющихе»).

- Единственным фильмом, получившим все 3 главные награды (лучшие фильм, актёр и актриса) является «Служебный роман» (в 1978).
  - По 2 из 3 наград получали в общей сложности еще 18 фильмов (в хронологическом порядке; Ф — фильм, М — актер, Ж — актриса): Девять дней одного года (Ф, М), Оптимистическая трагедия (Ф, Ж), Гамлет (Ф, М), Председатель (Ф, М), Война и мир (М, Ж), Мачеха (Ф, Ж), Калина красная (Ф, М), Они сражались за Родину (Ф, М), Ирония судьбы, или С лёгким паром! (Ф, М), Москва слезам не верит (Ф, Ж), Мужики!.. (Ф, М), Вокзал для двоих (Ф, Ж), Жестокий романс (Ф, М), Законный брак (Ф, М), Холодное лето пятьдесят третьего… (Ф, М), Интердевочка (Ф, Ж), Частный детектив, или Операция «Кооперация» (М, Ж) и Небеса обетованные (Ф, Ж);
    - в том числе: Ф и М — 10 раз, Ф и Ж — 6, М и Ж — 2 (Война и мир в 1966 и Частный детектив, или Операция «Кооперация» в 1990).